# Чанадпалота
Чанадпалота (мађ. Csanádpalota) је историјски град у северној Мађарској, у жупанији Чонград-Чанад (Csongrád-Csanád megye).

## Географија
Чанадпалота покрива површину од 77,76 km2 (30 sq mi) и има популацију од 3.286 људи (2002). Налази се у близини румунске државне границе око 20 km од града Макоа. Суседне заједнице укључују Кевеђ (4 km.), Питварош (11 km.) и Нађлак (10 km.). Чанадпалота има приступ железничкој прузи преко деонице Ујсегед-Мезехеђеш у стази 121 мађарског државног железничког система (МАВ). Аутобуски приступ је могућ преко 18 аутобуских линија које пролазе кроз град (осам од њих саобраћа до Сегедина), а у границама града Чанадпалоте постоје три аутобуска стајалишта.

## Историја
Први забележени помен Чанадпалоте (тада село) у националном архиву датира из 1421. године. У то време била је у власништву „породице Јанки” из Нађлака. Власник земље је ту имао своју вилу, а име града (што у преводу значи „жупанска палата Чанад”) упућује на то. Шест година касније, 1427. године, Жигмунд Луксембуршки је доделио земљу Чанадпалоте Алберту Нађмихаљију, намеснику Далмације и Хрватске. Земљиште које окружује село припадало је породици Хуњади и одржало се до 1552. године када су га турски освајачи под вођством Сулејмана Величанственог опустошили. Године 1562. словачке породице су насељене у скоро опустошено село, и оно је поново крштено као Тотпалота (што значи „Словачка палата”). Након пада Ђуле под Турке у четвртом отоманско-хабзбуршком рату, Чанадпалота је поново скоро депопулирала. Године 1637. владајући принц Трансилваније, Михаљ Апафи 1., постао је земљопоседник и село је преименовано у Мезопалота („пољска палата”). Између 1646. и 1649. године, за време владавине принца Ђерђ I Ракоција од Трансилваније, земљиште је било у власништву бискупа Томаса Палфија и поново су га населили Мађари. Након што су Турци напустили Чанадску жупанију, она је припојена Араду.
Село Чанадпалота је 1. јула 2009. промовисано у град. Нова зграда вртића (опремљена соларним грејањем), завршена је током лета 2010. године.

## Демографија становништва
- Етничка дистрибуција (2001) - 96,1% града су Мађари, 0,3% Роми, 0,2% Немци, 0,2% Румуни, 0,2% Словаци и 0,1% Словенци, а 3,6% је несигурно или не одговара.
- Конфесионална дистрибуција (2001) - 75,2% становништва себе сматра римокатолицима, 0,2% унијатима или гркокатолицима, 4,9% реформаторском црквом, 1,5% евангелистичком (лутеранском), 1,1% припада разним другим верским организацијама, 10% не припада ниједној цркви, а 7,1% није одговорило.[6]